# میرا امجد علی
میرا امجد علی (به انگلیسی: Maira Amjad Ali) یک شهرک در پاکستان است که در ناحیه مانسهره واقع شده‌است. میرا امجد علی Appx٫۳۰۰۰ نفر جمعیت دارد و ۱٬۳۲۸٫۹۴ متر بالاتر از سطح دریا واقع شده‌است.